# 東京シュール5
東京シュール5（とうきょうシュールファイブ）は、吉本興業東京本部（東京吉本）に所属する、カリカ、犬の心、POISON GIRL BAND、しずる、ライスの5組によるお笑いユニットである。

## メンバー
- マンボウやしろ
- 犬の心（押見泰憲、池谷賢二）
- しずる（村上純、池田一真）
- POISON GIRL BAND（阿部智則、吉田大吾）
- ライス（関町知弘、田所仁）
- かたつむり（中澤章吾、林大介）

### 過去のメンバー
- ガリットチュウ（福島善成、熊谷岳大）
- カリカ（林克治）

## 概要
- 東京シュール5、カリカ家城が東京吉本の所属するシュールと呼ばれる芸人を5組集め、立ち上げたものである。
- 当初のメンバーにPOISON GIRL BANDは入っておらず、ガリットチュウが加入していた。しかし、家城が構成を考えているうちに、POISON GIRL BANDの方が良いとなり、今の形となった。ガリットチュウはライブに参加することはない。
- 第1回、第2回のライブではしずるが謹慎中であったため、代わりにかたつむりが出演した。
- 犬の心、かたつむり、（ライス）はイベント皆勤である。
- ライブのチケットは毎回即完売であり、ヤフオクで転売屋により高値で出品されることもあるが、実際に取引されることは少ない。
- ライブグッズとして東大生の書いた論文のデザインされたTシャツが販売されている。
- 上記の通りかたつむりは当初臨時出演であったが、しずる復帰後も毎回ライブに出演している。正規メンバーではないもののレギュラー的扱いが定着しているため外すことも出来ず、主宰家城を悩ませている。

## 主な活動
- 2008年2月18日 東京シュール5～かたつむり侵入～
- 2008年3月17日 東京シュール5～想い出の手つなぎ～
- 2008年4月17日 東京シュール5～しずる地獄五景～
- 2008年5月16日 東京シュール5～2会場同時開催トークライブ!?～
- 2008年6月17日 東京シュール5～Produce by 田所仁～
- 2008年7月20日 東京シュール5～Tシャツを買いやがれ～
- 2008年10月18日 東京シュール5～秋の新人採用試験～
- 2008年11月12日 ヨシモト∞ 東京シュール5の120分
- 2008年12月3日 東京シュール5～ポイズン壮行会～
- 2009年1月3日 東京シュール5～池田一真とお正月～・～田所仁とお正月～(二部公演)
- 2009年2月11日 ラ・ゴリスターズ VS 東京シュール5
- 2009年4月6日 東京シュール5～緊急集会～
- 2009年4月11日 東京シュール4 VS ジャルジャル
- 2009年7月20日 LIVE STAND 09 東京シュール5 VS ラ・ゴリスターズ スペシャルステージ
- 2009年8月14･21･28日 品川サマフェスタ 東京シュール5
- 2009年8月14日 品川サマフェスタ 東京シュール5～関町プロデュース～
- 2009年8月21日 品川サマフェスタ 東京シュール5～村上プロデュース～
- 2009年8月28日 品川サマフェスタ 東京シュール5～阿部プロデュース～
- 2010年1月3日 東京シュール5～押見泰憲とお正月～
- 2010年1月4日 東京シュール5～田所仁とお正月～
- 2010年2月26日 東京シュール5 本ネタ公演2010
- 2010年3月6日 東京シュールベイビー～しずるになりたいGP～
- 2010年8月14日 東京シュールギャバレエ
- 2010年5月2日 ラ・ゴリスターズvs東京シュール5vsキュートン 「キュートン参入！」・「キュートン撲滅！」(二部公演)
- 2010年10月30日 東京シュール5 TRYS田村亮 (追加公演も行われたため、二部公演)
- 2011年1月3日 東京シュール5～田所仁とお正月～
- 2011年9月18日-19日 東京シュール5～大阪初上陸～ （ゲストは銀シャリ。京橋花月にてオールナイトライブ。ニコニコ動画で生配信された。）
- 2015年4月26日東京シュール5～全員ポイズン漫才を覚えよ～
- 2015年4月26日東京シュール5～全員ライスコントを覚えよ～
- 神保町花月
  - 2008年10月7日〜13日「籠の城」(脚本田所・演出家城) ※POISON GIRL BANDの出演はなし。
  - 2009年5月26日〜31日「前夜じゃ！〜東京シュール5〜」(脚本吉田・演出押見) ※しずるの出演はなし。